# يابامولس (شرس)

تعديل مصدري - تعديل

يابامولس هي إحدى قرى عزلة شرس الاسفل بمديرية شرس التابعة لمحافظة حجة، بلغ تعداد سكانها 0 نسمة حسب تعداد اليمن لعام 2004.